# Пакоше
Пакоше (пол. Pakosze, нім. Packhausen) — село в Польщі, у гміні Пененжно Браневського повіту Вармінсько-Мазурського воєводства.
Населення — 112 осіб (2011).
У 1975-1998 роках село належало до Ельблонзького воєводства.

## Демографія
Демографічна структура станом на 31 березня 2011 року:
|          | Загалом | Допрацездатний вік | Працездатний вік | Постпрацездатний вік |
| -------- | ------- | ------------------ | ---------------- | -------------------- |
| Чоловіки | 58      | 13                 | 38               | 7                    |
| Жінки    | 54      | 15                 | 25               | 14                   |
| Разом    | 112     | 28                 | 63               | 21                   |